# Mono no aware
Mono no aware (物の哀れ) is een Japanse uitdrukking die zich laat vertalen als 'lijden der dingen'. Het betreft een gevoel van diepe treurnis over de staat van de wereld en de realiteit van het leven.